# Impakt Festival
Impakt Festival — ежегодный фестиваль о медиа-искусстве, основанный в 1988 году в городе Утрехт, Нидерланды.
Контент фестиваля включает в себя фильмы, видео-арт, перформансы, музыку, конференции и другие виды мероприятий, выполненные артистами из разных стран. Темы фестивалей затрагивают вопросы об обществе, цифровой культуре и СМИ, фестиваль призван решать актуальные проблемы с помощью междисциплинарного подхода.

## История
Impakt Festival появился в 1988 году, как фестиваль экспериментальных искусств. С момента своего первого появления, фестиваль организует различные мероприятия, включая видео и кинопоказы, выставки, лекции, дискуссии, концерты и танцевальные вечера. Помимо годовой программы Panorama, которая представляет из себя показ отобранных фильмов и видео материалов, фестиваль также имеет тематическую программу, ориентированную на современные проблемы. Фестиваль опирается на междисциплинированость, на различные подходы решения проблем. За годы проведения, фестиваль принял форму тематических программ. Impakt Festival также проводит мероприятия вне рамок основного фестиваля, который проводится раз в год.

## 1990-е
В 1990-х фестиваль характеризовался экспериментальными исследованиями и формировал положительный образ медиа искусства. На этих фестивалях были показаны работы Вито Аккончи, Брюс Наумана, Матиас Мюллера, Брюс Коннера, Билл Виола, Курт крена, Дерек Джармена и Уильям Вегмана.

## 2000-е
Будучи европейским медиафестивалем, престиж Impakt Festival вырос и на рубеже тысячелетий произошел поворот в сторону более конкретного тематического подхода. Названия тем фестивалей:
- 2001 — «Group Formation» (рус. Формирование групп)
- 2002 — «Whatever Happened To All The Fun In The World?» (рус. Что случилось с весёлостью всего мира?)[2]
- 2003 — «It’s Happening Again: Fashion, Music, Politics» (рус. Это происходит снова: мода, музыка, политика)[2]
- 2004 — «Cultural Autopsy» (рус. Вскрытие Культуры)
- 2005 — «Adventures in Sound and Image» (рус. Приключения в звуке и изображении)[3]
- 2006 — «The Great Outdoors» (рус. На свежем воздухе)[4]
- 2007 — «Adventures in Sound and Image» (рус. Приключения в звуке и изображении)[5]
- 2008 — «Yourspace» (рус. Твоёпространство)[6]
- 2009 — «Accelerated Living» (рус. Ускорение жизни)[7]

В течение 2000-х годов, с фестивалем сотрудничают Анника Ларссон, Магнус Валлин, Норман Макларен, Миранда Джулай, Мэтью Барни, Рейнольд Рейнольдс и многие другие художники.

## 2010 — настоящее время

### Impakt Festival 2010
Тема фестиваля Matrix City. Мероприятия были ориентированы на различные представления о том, каким образом должен выглядеть современный город. Соображения, не только на географические темы, но также утопические, были рассмотрены в рамках программы.

### Impakt Festival 2011
Тема 2011 года была названа The Right to Know, в которой фестиваль углубился в дилеммы, присущие современному обществу. Big data, теории заговора и сокрытия, цифровые диссиденты и запрещенные видео, дата журналистика и менеджмент страхами, арт принт и глобальные секреты. Тема оказалась крайне актуальна, поскольку в 2011 году началась арабская весна, а известность Викиликс стала расти.
Центр гуманитарных наук (CfH) в Утрехтском университете, в сотрудничестве с кафедрой новых медиа и цифровой культуры начал сотрудничество с фестивалем. Mercedes Bunz также выступил партнером фестиваля.

### Impakt Festival 2012
Тема 2012 года была названа No More Westerns. Фестиваль исследовал падение доминирования Западной медиакультуры. Дискуссии проводились на тему изменения геополитических ландшафтов на мировой арене. Также были освещены новые направления в визуальной культуре. Кураторы Саманта Калп и Шер Поттер заявили, что: «мы надеемся, что некоторые из изолированных зарядов и сиюминутных признаков, которые мы заметили, указывают на новую и неминуемую осознание — совокупность культурных и социальных движений, выходящих из регионов, работающих на альтернативные сюжетные линий на запад, в промежутках между пре-модернизмом и постмодернизмом».
Среди спикеров были включены Пармеш Шаханов, а также сотрудники Центра гуманитарных наук (CfH) Утрехтского университета.

### Impakt Festival 2013
В 2013 году фестиваль темой были выбраны капитализм и нынешний экономический кризис. Capitalism: Catch-22 ставил такие вопросы, как: является ли капитализм корнем кризисов или на самом деле движущей силой прогресса? И есть ли приемлемые альтернативы?
Фестиваль выбрал три кураторских партии, представляющих различные программы: коллектив из Амстердама Monnik, британский куратор Бенджамин Фэллон и куратор немецких фильмов Флориан Вуст.

### Impakt Festival 2014
Soft Machines: Where the Optimised Human Meets Artificial Empathy отмечался, как серебряный юбилей фестиваля, в котором прощупывались отношения между человечеством и искусственным интеллектом. А. е. Бененсон, Кен Фармер, Ной Хаттон и доктор Лиа Келли выступал в качестве приглашенных кураторов программы.
Среди артистов был Брюс Стерлинг, пионер литературного жанра киберпанк, который представил доклад, в сотрудничестве со Studium Generale Утрехтского университета. Фестиваль также представил новые работы от Флорис Кейяк (лауреат 2014 Volkskrant Beeldende Kunst Prijs). Кроме того, на фестивале была показана премьера музыкального клипа Холли Херндон.

### Impakt Festival 2015
В 2015 году фестиваль проходил с 28 октября по 1 ноября, под названием The Future of History (in a World Well Documented). Он предлагал размышления и новые идеи насчёт будущего истории и будущего будущего, в рамках темы «The Better You», «Colossal Data» и «The Memory of Technology».
Фестиваль отошёл от своей традиционной формы. Открытие проводилось в течение двух вечеров, при участии Даан Роузэхард (в сотрудничестве с HKU) и Евгения Морозова (в сотрудничестве с Hacking Habitat).
В остальном фестиваль был разделен на временные промежутки: прошлое, настоящее и будущее. Дополнительные доклады в эти дни представели Эван Рот, Сесиль Б. Эванс и Джейсон Скотт, основатель textfiles.com.
Среди дополнительных артистов и спикеров были: Оля Лялина, Герт Ловинк, художественный руководитель Transmediale Кристоффер Ганциг, Мирко Тобиас Шефер и многие другие.

## Формат Фестиваля

### Расположение
Город Утрехт, Нидерланды, обеспечивает ландшафт фестиваля. События и показы происходят в различных местах по всему городу. Наиболее частые места проведения включают театр Kikker, Т’Hoogt и Ekko. Ekko одна из основных площадок фестиваля, которая используется со времен его основания для музыкальных мероприятий. За последние несколько лет фестиваль использует другие места для проведения выставок, переговоров и конференций, среди них Academie Galerie и Studio T (Университет Утрехта).

### Контент
Основная часть фестиваля состоит из видеопоказов. В последние годы также появилась панорамная программа, которая демонстрирует инновации визуальных искусств. Колонки и панели, спектакли (часто интерактивные) также включаются в состав тематических программ. Музыкальные вечера являются неотъемлемой частью фестивальной программы: в последние годы такие музыканты, как Toro y Moi, Kode9, Джеймс Блейк и DJ Spinn, DJ Rashad и Demdike Stare принимают участие в организованных концертах.
В заключительный вечер фестивалей появилась новая традиция в формате YouTube битв. Участники фестиваля и приглашеные гости устраивают рэп дуэли, делая интернет ролики.

## Дополнительная деятельность

### Программы проживания
Фестиваль устраивает круглогодичную программу, предоставляющую резиденции артистам. Артисты участвовавшие в программе : Джеймс т. Хонг (2011), Эндрю Норман Уилсон (художник) (2013). Кроме того, фестиваль сотрудничает с LabMis, научно-исследовательским центром в São Paulo Museum of Image and Sound, обеспечивающий взаимный обмен артистами между Бразилией и Нидерландами. Среди последних бразильских артистов, которые приехали жить и работать в Утрехт была Роза Менкман (2013).

### Impakt Online
Impakt Festival в процессе оцифровки кинофильмов, которые были показаны во время фестивалей. Они включают в себя кураторские ленты прошлых лет, а также новые пополнения в формате нет-арта.

### Не-фестивальные мероприятия
Impakt организует круглогодичные мероприятия в дополнении к ежегодному фестивалю. Последние из них включают себя киноклуб, интерактивные лекции и выступления современных художников-в-резиденции. В марте 2015 года прошло мероприятие, 'Земля желания', в которой были представлены работы голландского художника Донна Ферхейдена, и выступление видного медиа-теоретика и основатель Института культуры Гирта Ловинка.
Дополнительные мероприятия 2015 года включали показ работ Тьяго Херсан и голландского режиссёра Дюва Дейкстра.
Кураторской программы Impakt были также показаны на других фестивалях. Некоторые работы фестиваля 2014 года были показаны на Афинском фестивале цифровых искусств.

## Список литературы
1. ↑  Impakt Festival catalogue 1994
2. 1 2  Archive | IMPAKT. Дата обращения: 6 февраля 2018. Архивировано из оригинала 2 июня 2015 года.
3. ↑  Home | IMPAKT. Дата обращения: 6 февраля 2018. Архивировано из оригинала 22 апреля 2012 года.
4. ↑  Impakt Festival 2006: The Great Outdoors | IMPAKT. Дата обращения: 6 февраля 2018. Архивировано из оригинала 4 марта 2016 года.
5. ↑  Impakt Festival 2007: Adventures in Sound and Image | IMPAKT. Дата обращения: 6 февраля 2018. Архивировано из оригинала 13 декабря 2013 года.
6. ↑  Impakt Festival 2008: Yourspace | IMPAKT. Дата обращения: 6 февраля 2018. Архивировано из оригинала 4 марта 2016 года.
7. ↑  Impakt Festival 2009: Accelerated Living | IMPAKT. Дата обращения: 6 февраля 2018. Архивировано из оригинала 7 мая 2015 года.
8. ↑  Impakt Festival 2010: Matrix City | IMPAKT. Дата обращения: 6 февраля 2018. Архивировано из оригинала 9 июля 2015 года.
9. ↑  Festival | IMPAKT. Дата обращения: 6 февраля 2018. Архивировано 7 февраля 2018 года.
10. ↑  Impakt Festival 2012: No more westerns | IMPAKT. Дата обращения: 6 февраля 2018. Архивировано из оригинала 10 июля 2015 года.
11. ↑  Festival Curators Impakt Festival 2012 | IMPAKT. Дата обращения: 6 февраля 2018. Архивировано из оригинала 9 июля 2015 года.
12. ↑  Impakt Festival 2013: Capitalism Catch 22 | IMPAKT. Дата обращения: 6 февраля 2018. Архивировано из оригинала 9 июля 2015 года.
13. ↑  In 5 stappen door 25 jaar Festival Impakt | De Volkskrant. Дата обращения: 6 февраля 2018. Архивировано 7 февраля 2018 года.
14. ↑  Schrijf ik dit, of schrijft Microsoft Word dit? - Features - Metropolis M. Дата обращения: 6 февраля 2018. Архивировано 4 марта 2016 года.
15. ↑  'Media-Cultuur-Festival Impakt' Trajectum, #2, p. 40 retrieved from: <http://issuu.com/trajectumutrecht/docs/trajectum-20142015-02?e=1303831/9712050#search Архивная копия от 21 марта 2016 на Wayback Machine>
16. ↑  Online Commissions | Soft Machines | IMPAKT. Дата обращения: 6 февраля 2018. Архивировано из оригинала 9 июля 2015 года.
17. ↑  Impakt Festival 2015: 28 OCTOBER – 1 NOVEMBER | IMPAKT. Дата обращения: 6 февраля 2018. Архивировано из оригинала 9 июля 2015 года.
18. ↑  HKU - Masterclass maken - Daan Roosegaarde. Дата обращения: 6 февраля 2018. Архивировано из оригинала 25 октября 2015 года.
19. ↑  http://www.hackinghabitat.com/nl/programma/life-hack-marathon-4/ (недоступная+ссылка)
20. ↑  Архивированная копия. Дата обращения: 12 ноября 2015. Архивировано из оригинала 22 ноября 2015 года.
21. ↑  James T. Hong – Impakt Artist in Residence | IMPAKT. Дата обращения: 6 февраля 2018. Архивировано из оригинала 9 июля 2015 года.
22. ↑  ARTIST IN RESIDENCE: Andrew Norman Wilson | IMPAKT. Дата обращения: 6 февраля 2018. Архивировано из оригинала 9 июля 2015 года.
23. ↑  Rosa Menkman – Impakt Artist in Residence | IMPAKT. Дата обращения: 6 февраля 2018. Архивировано из оригинала 9 июля 2015 года.
24. ↑  Архивированная копия. Дата обращения: 16 июня 2015. Архивировано из оригинала 5 июня 2015 года.
25. ↑  Feestje van de week | De Volkskrant. Дата обращения: 6 февраля 2018. Архивировано 4 марта 2016 года.
26. ↑  Impakt Event: Thiago Hersan | IMPAKT. Дата обращения: 6 февраля 2018. Архивировано 4 марта 2016 года.
27. ↑  Impakt Event: Douwe Dijkstra | IMPAKT. Дата обращения: 6 февраля 2018. Архивировано 17 ноября 2015 года.